# Martí Riera Ferrer
Martí Riera Ferrer   (Barcelona, 1955 - Barcelona, 19 de gener de 2024) que firmava firma simplement com Martí, va ser un dibuixant de còmics català.

## Biografia
Martí Riera va estudiar a l'Escola Massana d'arts visuals, arts aplicades i disseny.
Entre els anys 1975 y 1979 va publicar còmics a revistes alternatives com Rock COMIC i Star.
Amb el El Víbora (1979), Martí va esdevenir un dels col·laboradors principals i habituals de la nounada revista de còmic underground, juntament amb autors com Max, Miguel Gallardo o Nazario. Els seus còmics hi foren publicats des de l'aparició del primer número el 1979, amb la sèrie Tony Nuevaola y Lola Lista contra los Nada (1979), en col·laboració amb Rodolfo. També, al llarg dels anys 1980, hi va publicar gran part de la seva obra, amb nombroses històries curtes.
El 1982 va iniciar Taxista, la seva sèrie més famosa. El còmic, amb guió propi, relata les aventures d'un justicier urbà. La següent obra fou Doctor Vértigo (1988), que li va valer el premi a la millor obra al Saló Internacional del Còmic de Barcelona de 1990.
El 1989, Martí va col·laborar amb la revista Makoki, recent creada per l'editorial La Cúpula i també va escriure guions de còmic eròtic pel dibuixant Tobalina. Fruit d'aquesta col·laboració van veure la llum els còmics Teléfono erótico (1990) i Call Girl/Línea Caliente (1992), ambdós publicats la Colección X de La Cúpula. Seguidament, es va retirar a un poble, publicant còmics només de manera esporàdica, com per exemple Calvario Hills.
Va morir el gener del 2024 a causa d'un cancer a Barcelona.

## Influències
Martí va ser un dibuixant fortament influenciat per autors clàssics com Chester Gould o Will Eisner. La seva obra té característiques similars a l'obra de David Lynch o el mestre del terror com Charles Burns.

## Obra
| Any              | Títol                                                | Publicació original                        | Recopilacions                                                        | Altres dades                     |
| ---------------- | ---------------------------------------------------- | ------------------------------------------ | -------------------------------------------------------------------- | -------------------------------- |
| 1976             | Pipo a Vamos, Pipo, desembucha                       | Estómago eléctrico                         |                                                                      |                                  |
| 1976             | Enigma en el Flech Azul                              | Estómago eléctrico                         |                                                                      |                                  |
| 1976             | Pig Crazy in Spain                                   | Picadura selecta                           |                                                                      |                                  |
| 1976             | Curiosa historia sobre perros y gatos                | Picadura selecta                           | Antología española del Comix Underground (1981)                      |                                  |
| 1976             | Don Alberto Cuenta Corriente                         | Rock Comix 1                               | Antología española del Comix Underground (1981)                      | Amb l'autor Montesol             |
| 1976             | Pili la calientapollas                               | Rock Comix 3                               |                                                                      | Amb l'autor Montesol             |
| 1977             | Domingo Cantamañanas en Que bien que se está en casa | ’’Star’’, nr. 21                           |                                                                      |                                  |
| 1977             | El Nabo                                              | El sidecar                                 |                                                                      |                                  |
| 1977             | Mi chica                                             | A la calle                                 |                                                                      |                                  |
| 1978             | Sense títol                                          | Papel                                      |                                                                      |                                  |
| 1979             | Monstruos modernos                                   | ’’Star’’, nr. 47                           | Monstruos Modernos (1988), Atajos (2013)                             |                                  |
| 1979-1980        | El cuarto poder contra los NADA                      | El Víbora 1-7                              | El Víbora Historias Completas (1990)                                 | Amb Rodolfo                      |
| 1980             | La última película                                   | El Víbora 8-9                              | Monstruos Modernos (1988)                                            |                                  |
| 1980             | Un trabajo en la costa                               | El Víbora 8-9                              | Monstruos Modernos (1988)                                            |                                  |
| 1980             | Zurich 1916                                          | El Víbora 11                               |                                                                      | Amb Onliyú                       |
| 1980             | Intro                                                | El Víbora 12                               |                                                                      |                                  |
| 1980             | Romeo y Julieta 1981                                 | El Víbora Especial Amor                    | Monstruos Modernos (1988), Atajos (2013)                             |                                  |
| 1981             | Los fuera de la ley                                  | El Víbora 16                               | Monstruos Modernos (1988)                                            |                                  |
| 1981             | Pepe Brocha                                          | El Víbora 18, 20-21                        |                                                                      |                                  |
| 1981             | Darwin                                               | El Víbora 23                               |                                                                      | Amb Onliyú                       |
| 1981             | Acab y Jezabel                                       | El Víbora 24                               |                                                                      | Amb Onliyú                       |
| 1981             | ¿Qué es el crimen?                                   | El Víbora 25                               |                                                                      | Amb Onliyú                       |
| 1981             | Fu-Man-Chu                                           | El Víbora Especial El Golpe                |                                                                      |                                  |
| 1982             | El gabinete del Dr. Martí                            | El Víbora 26                               | Monstruos Modernos (1988), Atajos (2013)                             |                                  |
| 1982             | Fascinación                                          | ’’Rambla’’, nr. 1                          | Terrorista (1989))                                                   |                                  |
| 1982             | Las manos, los pies y el estómago                    | ’’Rambla’’, nr. 4                          | Terrorista (1989)                                                    |                                  |
| 1982             | Tienes un futuro en la policía nacional              | El Víbora 27                               | Monstruos Modernos (1988)                                            | Amb Carlos Sampayo               |
| 1982-, 1985-     | Taxista                                              | El Víbora 28, 31-, 68-                     | Taxista (1984) Taxista, II (1991) Taxista (2004)                     |                                  |
| 1982             | El tirón                                             | El Víbora 36                               |                                                                      | Amb Ondarra                      |
| 1982             | El genio                                             | El Víbora Especial Música                  | Monstruos Modernos (1988)                                            |                                  |
| 1983             | Oscar                                                | El Víbora 39                               | Monstruos Modernos (1988), Atajos (2013)                             |                                  |
| 1983-1984        | Calma chicha                                         | El Víbora 46, 50, 59                       | Monstruos Modernos (1988), Atajos (2013)                             |                                  |
| 1983             | Vida futura                                          | El Víbora Especial Futuro                  |                                                                      |                                  |
| 1984             | Pistas                                               | El Víbora 53                               | Monstruos Modernos (1988)                                            |                                  |
| 1984             | La edad contemporánea                                | El Víbora 61                               |                                                                      | Amb Onliyú i Carulla             |
| 1984-1985        | Esmeraldas virgenes                                  | El Víbora 62, 64                           |                                                                      | Amb Onliyú                       |
| 1985             | Yo acuso                                             | El Víbora 65                               |                                                                      |                                  |
| 1986             | El asombroso mudo que habla                          | El Víbora 73                               | Monstruos Modernos (1988)                                            |                                  |
| 1986             | Terrorista                                           | El Víbora 74                               | Terrorista (1989), Atajos (2013)                                     |                                  |
| 1986, 1988, 1990 | Tiras                                                | El Víbora 74, 101, 103-105, 108, 128       |                                                                      |                                  |
| 1986             | Hug el troglodita                                    | El Víbora 75                               |                                                                      |                                  |
| 1986             | Halley                                               | El Víbora 76                               |                                                                      |                                  |
| 1986             | La guerra de los 6 minutos                           | El Víbora 77                               | Terrorista (1989)                                                    |                                  |
| 1986             | La ley                                               | El Víbora 78                               | Monstruos Modernos (1988)                                            |                                  |
| 1986             | La viuda alegre                                      | El Víbora 78                               |                                                                      |                                  |
| 1986             | Extrema decisión                                     | El Víbora Especial Crimen                  |                                                                      | Amb Mediavilla                   |
| 1987             | M "El vampiro de Düsseldorf                          | El Víbora 87                               | Terrorista (1989)                                                    |                                  |
| 1987             | Sospecha letal                                       | El Víbora Especial Pasión                  | Terrorista (1989), Atajos (2013)                                     |                                  |
| 1988             | La duda                                              | El Víbora 95                               |                                                                      |                                  |
| 1988             | Lo real                                              | El Víbora 100                              | Terrorista (1989), Atajos (2013)                                     |                                  |
| 1988             | Babykiller                                           | El Víbora 102                              | Terrorista (1989), Historias de realismo sucio (2002), Atajos (2013) |                                  |
| 1988             | No oyes ladrar a los perros                          | El Víbora 103                              | Terrorista (1989), Historias de realismo sucio (2002), Atajos (2013) | Basada en un relat de Juan Rulfo |
| 1988             | Doctor Vértigo                                       | El Víbora 107-                             | Doctor Vértigo (1989)                                                |                                  |
| 1989             | In secula seculorum                                  | El Víbora 113-114                          | Historias de realismo sucio (2002), Atajos (2013)                    | Amb Marta i Alfredo Pons         |
| 1989             | Una vida feliz                                       | El Víbora 117                              |                                                                      | Amb Pilar                        |
| 1989             | Alien, el tercer pasajero                            | El Víbora 117                              |                                                                      | Amb Iron                         |
| 1989             | El problema de Pedro                                 | El Víbora Especial Humor                   |                                                                      | Amb Mariel                       |
| 1989             | Dioxenes                                             | Makoki (2. etapa) 1                        |                                                                      |                                  |
| 1989             | El sicario Macario                                   | Makoki (2. etapa) 1                        |                                                                      |                                  |
| 1990             | Repulsión                                            | El Víbora 123                              | Terrorista (1989), Atajos (2013)                                     |                                  |
| 1990             | La saga de los Bosanova/Barcelona                    | El Víbora 126-127                          | Historias de realismo sucio (2002)                                   |                                  |
| 1991             | ¿Culpable?                                           | Makoki (2. etapa) 21                       | Historias de realismo sucio (2002), Atajos (2013)                    |                                  |
| 1991             | Mis queridos señores                                 | El Víbora 138-139                          | Historias de realismo sucio (2002), Atajos (2013)                    |                                  |
| 1991             | Formación profesional                                | El Víbora 143                              | Historias de realismo sucio (2002)                                   |                                  |
| 1991             | El Plan Ludke                                        | El Víbora 144                              |                                                                      | Amb Moreno                       |
| 1991             | Dentro de 3 segundos                                 | El Víbora 145                              |                                                                      |                                  |
| 1992             | Morriña                                              | El Víbora 150                              |                                                                      |                                  |
| 1992             | Angustias                                            | Makoki (2ª Etapa) 26                       | Historias de realismo sucio (2002)                                   |                                  |
| 1992             | Orgasmómetro                                         | Makoki (2ª Etapa) 29                       | Historias de realismo sucio (2002), Atajos (2013)                    |                                  |
| 2000, 2011       | Calvario Hills                                       | Nosotros Somos los Muertos 6/7, La Cruda 5 | Atajos (2013)                                                        |                                  |
| 2002             | Mal de ojo                                           | El Víbora 267                              | Atajos (2013)                                                        |                                  |
| 2003             | El hijo del Cid                                      | El Víbora 290                              | Atajos (2013)                                                        |                                  |

## Monografies
- 1977 Propaganda Moderna (Pastanaga)
- 1984 Taxista, I (La Cúpula)
- 1985 Comer (Unicorn)
- 1987 Museo Vivo. Dieciséis historietistas y su cámara (Instituto de la Juventud del Ministerio de Cultura)
- 1988 Monstruos Modernos (La Cúpula)
- 1989 Terrorista. (Complot: Misión Imposible, nr.16)
- 1989 Doctor Vértigo (La Cúpula)
- 1990 Teléfono erótico, con dibujos de Tobalina (La Cúpula: Colección X, nr. 29)
- 1990 El cuarto poder contra los N.A.D.A. (La Cúpula)
- 1991 Taxista, II (La Cúpula)
- 1992 Call Girl/Línea caliente, con dibujos de Tobalin (La Cúpula: Colección X, nr. 54)
- 1992 Cien dibujos por la libertad de Prensa (Reporters sense Fronteres)
- 2000 Almanaque extraordinario Bardín baila con la más fea, colectiva (Mediomuerto, nr.5)[1]
- 2002 Historias de realismo sucio (Edicions de Ponent: Sol y sombra, nr.10)
- 2004 Taxista (Glénat España: Integral);
- 2007 Calvario Hills (Coconino Press);
- 2013 Atajos (La Cúpula).